# پرترکوواتس
پرترکوواتس (به صربی: Pretrkovac) یک منطقهٔ مسکونی در صربستان است که در ناحیه نیشاوا واقع شده‌است. پرترکوواتس ۳۲۶ نفر جمعیت دارد.